# Xã Greendale, Michigan
Xã Greendale (tiếng Anh: Greendale Township) là một xã thuộc quận Midland, tiểu bang Michigan, Hoa Kỳ. Năm 2010, dân số của xã này là 1.751 người.